# United States Marine Corps Reconnaissance Battalions
Gli "United States Marine Corps Reconnaissance Battalions" sono dei battaglioni di ricognizione del corpo dei Marines statunitensi; all'interno del corpo i membri di queste unità spesso sono chiamati Recon Marine.

## Organizzazione
La missione del battaglione di ricognizione è fornire ad un comando superiore informazioni circa la situazione del nemico tramite perlustrazioni dietro le linee nemiche (vedasi anche: Ricognizione speciale).
I membri del battaglione ricognizione sono altamente selezionati attraverso un processo di controllo presso i reparti originari (i battaglioni di ricognizione non sono formati da reclute, ma da operativi molto addestrati). Al completamento, i candidati idonei possono scegliere se frequentare il corso base di ricognizione sulla West Coast o la scuola di ricognizione anfibia sulla East Coast.
Presso queste scuole di ricognizione i marines ricevono un addestramento su pianificazione missione, pattugliamento avanzato, comunicazioni radio avanzate, navigazione avanzata su terra, tecniche di ricognizione e sorveglianza, cooperazione con artiglieria e supporto aereo ravvicinato, operazioni su piccole barche, e operazioni clandestine.
Superata una di queste scuole, i Marines ricevono il MOS 0321, abilitazione di ricognitore. Con tale qualifica si possono frequentare la SERE School (Survival, Evasion, Resistance and Escape), Army Airborne School, Combatant Diver School. In aggiunta a questi corsi centrali un Recon Marine può avere l'opportunità di frequentare la  Sniper School, Military Free Fall School, Ranger School, and Helicopter Rope Suspension Training Master School.

Ci sono 4 battaglioni ricognizione nel corpo dei Marines:
- 1st Reconnaissance Battalion, 1st Marine Division
- 2nd Reconnaissance Battalion, 2nd Marine Division
- 3rd Reconnaissance Battalion, 3rd Marine Division
- 4th Reconnaissance Battalion, 4th Marine Division (Marine Forces Reserve)

## Tradizioni dei repartirecon: ilCredo del ricognitore
Il testo originale inglese compone un acrostico richiamante il diminutivo RECON – utilizzato gergalmente per designare questi operatori. Il gioco di parole è arduo da rendere in italiano, ed in ogni caso sarebbe uno sterile esercizio virtuosistico, poiché non avrebbe alcuna immediatezza di senso nella nostra lingua. 
«Comprendendo che è una mia scelta, solo una mia scelta, essere un Recon Marine, accetterò tutte le sfide connesse alla professione. Per sempre lotterò per conservare l'eccelsa reputazione dei miei predecessori.
Superare i limiti stabiliti dagli altri sarà il mio traguardo. Sacrificare le mie comodità personali e dedicarmi al compimento della missione ricognitiva sarà la mia vita. Efficienza fisica, atteggiamento mentale, somma moralità – la qualifica di Recon Marine è il mio onore.
Vincere ogni ostacolo, grande o piccolo, giammai recederò. Rinunciare, arrendersi cedere, equivale a fallimento. Essere un Recon Marine è sovrastare il fallimento. Trionfare, adattarsi e fare qualunque cosa serva per compiere la missione.
Sul campo di battaglia, come in tutti i campi della mia vita, svetterò sopra la competizione. Attraverso orgoglio professionale, integrità e lavoro di squadra, sarò l'esempio da emulare per tutti i marine.
Giammai scorderò i principi che ho accettato per divenire un Recon Marine. Onore, Perseveranza, Spirito e Cuore.
Un Recon Marine può parlare senza dire una parola e ottenere ciò che altri possono soltanto immaginare.»